# Team LCR

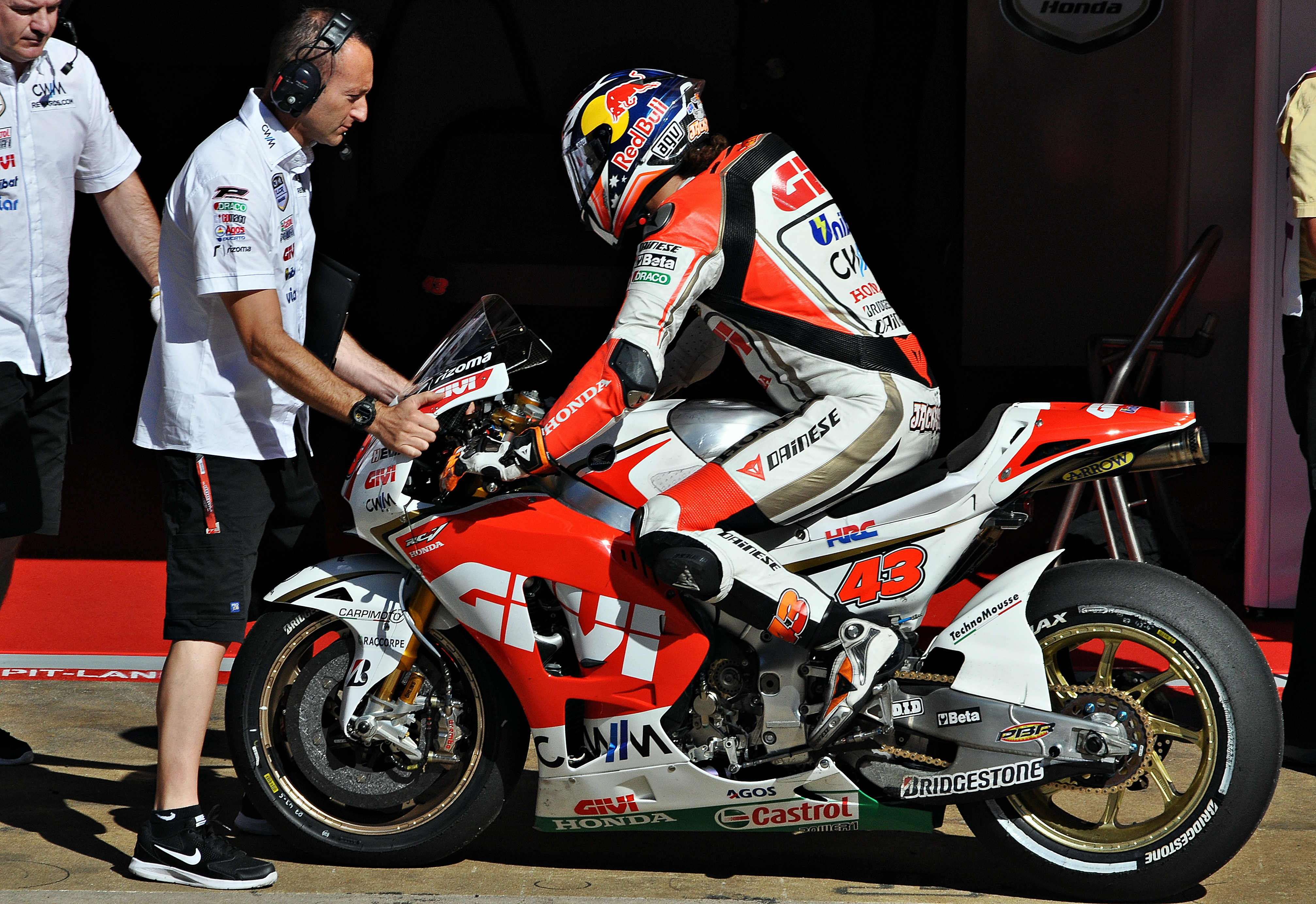
Jack Miller och mekaniker från Team LCR 2015.

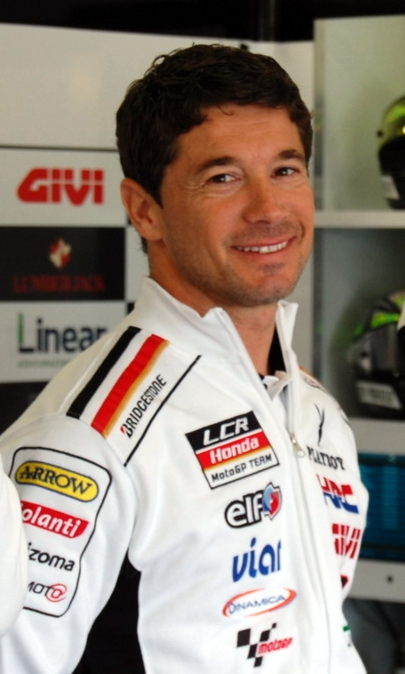
Stallchefen Lucio Cecchinello 2011.

Team LCR är ett italienskt roadracingstall som tävlar i MotoGP-VM. Ägare och chef är tidigare roadracingföraren Lucio Cecchinello.
Stallet startades 1996 och tävlade i 125GP-VM och 250GP-VM med förare som Lucio själv, Randy de Puniet, Casey Stoner, Mattia Pasini, Roberto Locatelli och Alex de Angelis.
Säsongen 2006 tog stallet steget upp till MotoGP-klassen som ett enförarstall med Honda RC211V-hoj och Casey Stoner som förare. Stoner kraschade mycket men tog en andraplats och vann ett kval.
Säsongen 2007 gick Casey Stoner till Ducati Corse och ersattes med katalanske veteranen Carlos Checa på den nyutvecklade Honda RC212V. Honda var dock inte särskilt bra och LCR stod som litet satellitstall långt bak i kön för uppdaterade delar så säsongen blev en besvikelse för stallet och Checa själv som året därpå lämnade MotoGP för att köra Honda i Superbike-VM.
Inför 2008 värvade Cecchinello istället sin gamle adept fransmannen Randy de Puniet och fick en uppdaterad RC212V från Honda Racing Corporation. De Puniet visade bra resultat under försäsongen men hade problem under premiärracet i Qatar.
Roadracing-VM 2012 fortsatte LCR som satellit-team till Honda. Förare var 2011 års Moto2-världsmästare Stefan Bradl, debutant i MotoGP. Bradl fortsatte även 2013 och 2014 för LCR. Till 2015 ersattes Bradl av Cal Crutchlow på fabrikscykeln RC213V. Teamet fick också en andra förare. Det var Jack Miller som kom direkt från Moto3-klassen med ett treårskontrakt med HRC. Han körde Hondas motorcykel RC213V-RS i "öppna kategorin". Till 2016 gick teamet ner till en förare igen - Cal Crutchlow. Han vann både Tjeckiens och Australiens GP och tog därmed teamets första segrar i MotoGP. Även 2017 körde Crutchlow ensam i LCR Honda. Till 2018 fick han sällskap av japanen Takaaki Nakagami. Crutchlow vann Argentinas Grand Prix och kom sjua i VM trots att han missade tre tävlingar på grund av skada. Båda förarna fortsätter 2019.

## Säsonger i sammanfattning från 2002
| Säsong | Klass  | Team-namn                                 | Konstruktör | Motorcykel      | Förare            | Starter | VM- plac. | 1/2/3- platser | Anm.              |
| ------ | ------ | ----------------------------------------- | ----------- | --------------- | ----------------- | ------- | --------- | -------------- | ----------------- |
| 2002   | 250GP  | Safilo Oxydo Race LCR                     | Aprilia     |                 | Casey Stoner      | 15      | 12        | - / - / -      |                   |
| 2002   | 250GP  | Safilo Oxydo Race LCR                     | Aprilia     | David Checa     | 15                | 13      | - / - / - |                |                   |
| 2002   | 125GP  | Safilo Oxydo Race LCR                     | Aprilia     |                 | Lucio Cecchinello | 16      | 4         | 3 / 2 / -      |                   |
| 2002   | 125GP  | Safilo Oxydo Race LCR                     | Aprilia     | Alex de Angelis | 16                | 9       | - / 1 / - |                |                   |
| 2003   | 250GP  | Safilo Oxydo-LCR                          | Aprilia     |                 | Randy De Puniet   | 16      | 4         | 3 / 2 / 4      |                   |
| 2003   | 125GP  | Safilo Oxydo-LCR                          | Aprilia     |                 | Lucio Cecchinello | 16      | 9         | 2 / 1 / -      |                   |
| 2003   | 125GP  | Safilo Oxydo-LCR                          | Aprilia     | Casey Stoner    | 14                | 8       | 1 / 3 / - |                |                   |
| 2004   | 250GP  | Safilo Carrera - LCR                      | Aprilia     |                 | Randy De Puniet   | 16      | 3         | 2 / 4 / 3      |                   |
| 2004   | 125GP  | Safilo Carrera - LCR                      | Aprilia     |                 | Roberto Locatelli | 16      | 3         | 2 / 3 / 1      |                   |
| 2004   | 125GP  | Safilo Carrera - LCR                      | Aprilia     | Mattia Pasini   | 16                | 15      | - / - / - |                |                   |
| 2005   | 250GP  | Carerra Sunglasses - LCR                  | Aprilia     |                 | Roberto Locatelli | 16      | 13        | - / - / -      |                   |
| 2005   | 250GP  | Carerra Sunglasses - LCR                  | Aprilia     | Casey Stoner    | 16                | 2       | 5 / 1 / 4 |                |                   |
| 2006   | MotoGP | Honda LCR                                 | Honda       | Honda RC211V    | Casey Stoner      | 16      | 5         | - / 1 / -      |                   |
| 2007   | MotoGP | Honda LCR                                 | Honda       | Honda RC212V    | Carlos Checa      | 18      | 14        | - / - / -      |                   |
| 2007   | 250GP  | Honda LCR                                 | Honda       | Honda RS250R    | Eugene Laverty    | 17      | 25        | - / - / -      |                   |
| 2008   | MotoGP | LCR Honda MotoGP                          | Honda       | Honda RC212V    | Randy De Puniet   | 18      | 15        | - / - / -      |                   |
| 2009   | MotoGP | LCR Honda MotoGP                          | Honda       | Honda RC212V    | Randy De Puniet   | 17      | 11        | - / - / 1      |                   |
| 2010   | MotoGP | LCR Honda MotoGP                          | Honda       | Honda RC212V    | Randy De Puniet   | 17      | 9         | - / - / -      |                   |
| 2010   | MotoGP | LCR Honda MotoGP                          | Honda       | Honda RC212V    | Roger Lee Hayden  | 1       | 19        | - / - / -      | Ersättningsförare |
| 2011   | MotoGP | LCR Honda MotoGP                          | Honda       | Honda RC212V    | Toni Elías        | 17      | 15        | - / - / -      |                   |
| 2011   | MotoGP | LCR Honda MotoGP                          | Honda       | Honda RC212V    | Kousuke Akiyoshi  | 1       | 20        | - / - / -      | Wildcard ^1       |
| 2011   | MotoGP | LCR Honda MotoGP                          | Honda       | Honda RC212V    | Ben Bostrom       | 1       | -         | - / - / -      | Wildcard          |
| 2012   | MotoGP | LCR Honda MotoGP                          | Honda       | Honda RC213V    | Stefan Bradl      | 18      | 8         | - / - / -      |                   |
| 2013   | MotoGP | LCR Honda MotoGP                          | Honda       | Honda RC213V    | Stefan Bradl      | 16      | 7         | - / 1 / -      |                   |
| 2014   | MotoGP | LCR Honda MotoGP                          | Honda       | Honda RC213V    | Stefan Bradl      | 18      | 9         | - / - / -      |                   |
| 2015   | MotoGP | CWM LCR Honda (GP 1-10) LCR Honda (GP 11- | Honda       | Honda RC213V    | Cal Crutchlow     | 18      | 8         | - / - / 1      |                   |
| 2015   | MotoGP | CWM LCR Honda (GP 1-10) LCR Honda (GP 11- | Honda       | Honda RC213V-RS | Jack Miller       | 18      | 17        | - / - / -      |                   |
| 2016   | MotoGP | LCR Honda                                 | Honda       | Honda RC213V    | Cal Crutchlow     | 18      | 7         | 2 / 2 / -      |                   |
| 2017   | MotoGP | LCR Honda                                 | Honda       | Honda RC213V    | Cal Crutchlow     | 18      | 9         | - / 1 / -      |                   |
| 2018   | MotoGP | LCR Honda Castrol                         | Honda       | Honda RC213V    | Cal Crutchlow     | 15      | 7         | 1 / 1 / 1      |                   |
| 2018   | MotoGP | LCR Honda Idemitsu                        | Honda       | Honda RC213V    | Takaaki Nakagami  | 18      | 20        | - / - / -      |                   |
| 2019   | MotoGP | LCR Honda Castrol                         | Honda       | Honda RC213V    | Cal Crutchlow     | 19      | 9         | - / - / 2      |                   |
| 2019   | MotoGP | LCR Honda Idemitsu                        | Honda       | Honda RC213V    | Takaaki Nakagami  | 16      | 13        | - / - / -      |                   |
| 2019   | MotoGP | LCR Honda Idemitsu                        | Honda       | Honda RC213V    | Johann Zarco      | 3       | 18        | - / - / -      |                   |
| 2024   | MotoGP | LCR Honda Castrol                         | Honda       | Honda RC213V    | Johann Zarco      | 9       | 19        | - / - / 2      |                   |
| 2024   | MotoGP | LCR Honda Idemitsu                        | Honda       | Honda RC213V    | Takaaki Nakagami  | 12      | 18        | - / - / -      |                   |

Noter
^1  - Tog även poäng för annat stall under året.